# Semysotka
Semysotka  (ucraniano: Семисотка) es una localidad del Raión de Bilhorod-Dnistrovskyi en el Óblast de Odesa de Ucrania. Según el censo de 2001, tiene una población de 15 habitantes.